# Apolpium minutum
Espèce
Apolpium minutum est une espèce de pseudoscorpions de la famille des Hesperolpiidae.

## Distribution
Cette espèce se rencontre au Costa Rica et au Brésil.

## Publication originale
- Beier, 1931 : Neue Pseudoscorpione der U. O. Neobisiinea. Mitteilung aus dem Zoologischen Museum in Berlin, vol. 17, p. 299-318.